# Petit-Rœulx-lez-Nivelles
Petit-Rœulx-lez-Nivelles is een dorp in de Belgische provincie Henegouwen, en een deelgemeente van de Waalse gemeente Seneffe. Petit-Rœulx-lez-Nivelles was een zelfstandige gemeente, tot die bij de gemeentelijke herindeling van 1977 toegevoegd werd aan de gemeente Seneffe.

## Bezienswaardigheden
- De Sint-Martinuskerk (Église Saint-Martin) is een gotisch kerkgebouw uit het midden van de 16e eeuw.

## Natuur en landschap
De hoogte aan de kerk bedraagt 130 meter. In het noorden vindt men het Bois de Petit-Roeulx.

## Demografische ontwikkeling
- Bronnen:NIS, Opm:1831 tot en met 1970=volkstellingen

## Nabijgelegen kernen
Arquennes, Rosseignies, Nijvel